# リンカーン郡区 (アイオワ州カス郡)
リンカーン郡区は、アメリカ合衆国、アイオワ州、カス郡にある16の郡区の一つである。2000年の国勢調査で、人口は185人だった。

## 地理
リンカーン郡区は、92.2平方キロメートル（35.59平方マイル)で、組み込まれた自治体(incorporated settlements)はない。
アメリカ地質調査所によると、この郡区はLincoln Centerの1つの霊園が含まれる。